# ジェイムス・ターナー
ジェイムス・ターナー（James Turner、1978年 - ）は、イギリス出身の男性イラストレーター。日本語表記は媒体によって表記揺れがあり、『ポケットモンスター スカーレット・バイオレット』のスタッフロールでは『ジェイムス』表記、増田順一からは『ジェイミー』と呼ばれている。

## 来歴
元々イギリスのゲーム業界で働いていたが、ジニアス・ソノリティに8年間在籍し、『ポケモンバトルレボリューション』の全キャラクターのデザインを担当するなどし、2009年にゲームフリークへ入社。 欧米人として初めてポケモンの公式デザインを担当した人物でもある。「日本語は独学で覚えた」と語っており、Twitter上でも日本のユーザーとは日本語でやり取りしている。
『ポケットモンスター ブラック・ホワイト』で、バイバニラなどのポケモンデザインを担当、以降も『ポケットモンスター X・Y』『ポケットモンスター サン・ムーン』『ポケットモンスター ウルトラサン・ウルトラムーン』『ポケットモンスター ソード・シールド』『ポケットモンスター スカーレット・バイオレット』のポケモンをデザインし、『ソード・シールド』『スカーレット・バイオレット』ではアートディレクターも担当した。2022年6月にゲームフリークを退職し、自身のゲームスタジオであるオール・ポッシブル・フューチャーズ（All Possible Futures）を設立している。
ポケモンシリーズ以外では、2012年に発売された『リズムハンター ハーモナイト』、2015年にゲームフリークが開発し、セガから国外向けに発売された『Tembo the Badass Elephant』のデザイン及びディレクションを担当している。